# District XIV van Boedapest
District XIV of Zugló is een binnenstadsdistrict van Boedapest.

## Wijken

| De acht wijken van Zugló: - Alsórákos - Herminamező - Istvánmező - Kiszugló - Nagyzugló - Rákosfalva - Törökőr - Városliget |

## Bezienswaardigheden
- Városliget (Stadspark)
- Szépművészeti Múzeum
- Műcsarnok
- Vajdahunyadburcht
- Magyar Mezőgazdasági Múzeum (Hongaarse landbouwmuseum)
- Gundel restaurant
- Közlekedési Múzeum (transportmuseum)
- Magyar Állami Földtani Intézet (MÁFI, Hongaars Staats Geologisch Instituut)
- Dierentuin van Boedapest
- Széchenyibad
- Vasúttörténeti Park
- Fővárosi Nagycirkusz
- László Papp Budapest Sports Arena

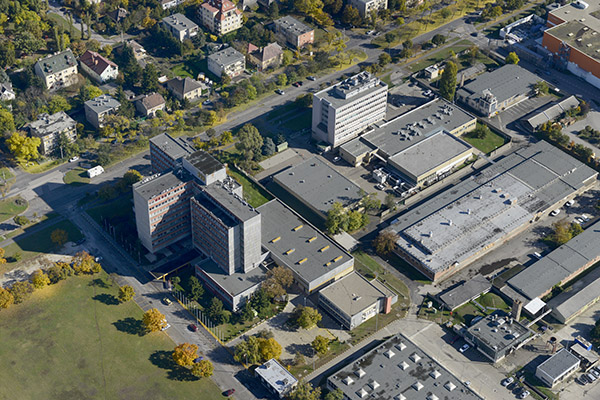
Kataszrófavédelem főigazgatóság, Róna utca - Mogyoródi út kereszteződés
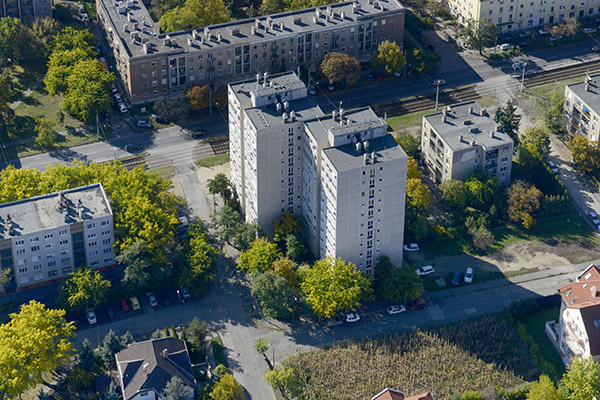
Nagy Lajos király útja - Bonyhádi út tweesprong
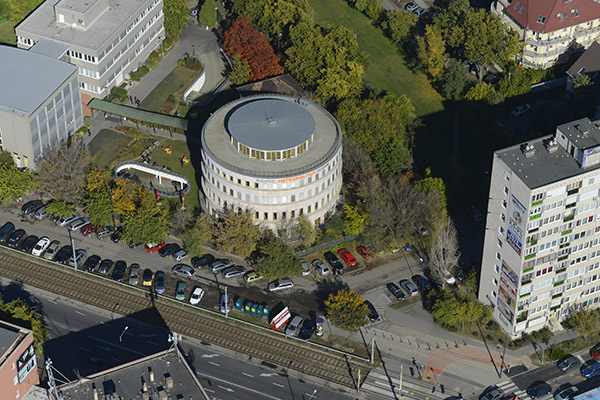
Budapesti Metropolitan Egyetem
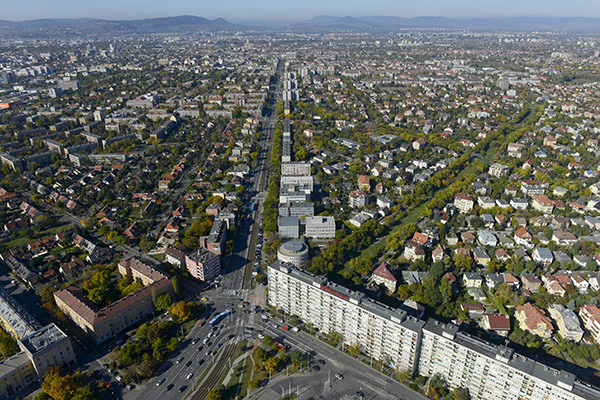
Nagy Lajos király útja
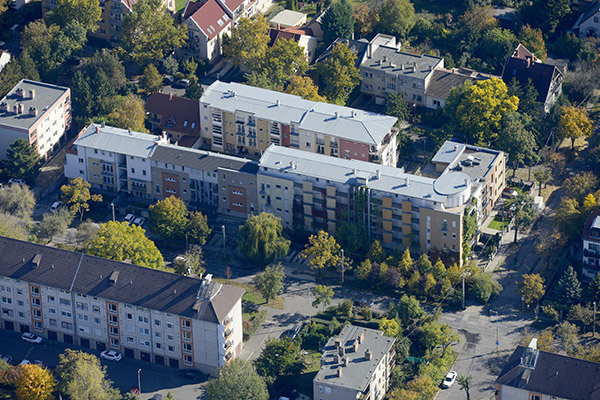
Mogyoródi út - Csernyus utca kereszteződés
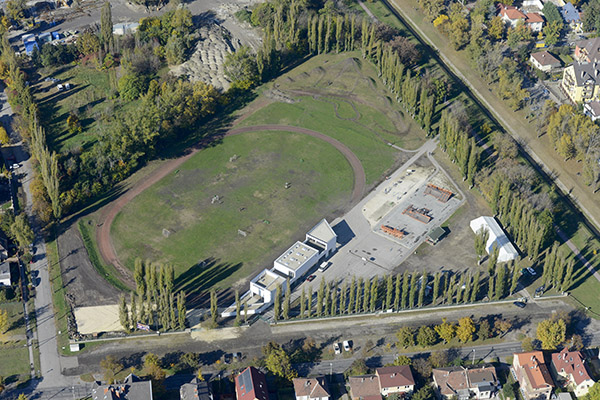
Mogyoródi úti sportpálya
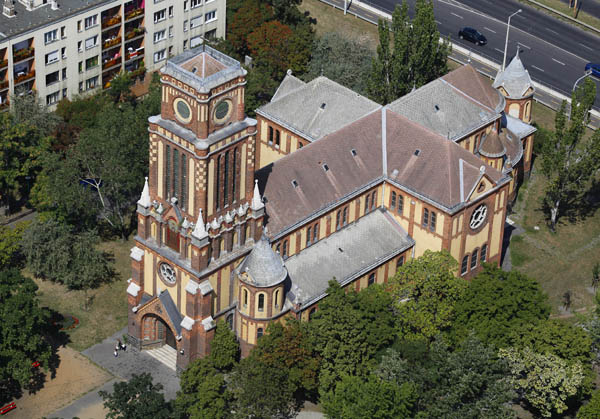
Herminamezői Szentlélek-templom, Kassai tér
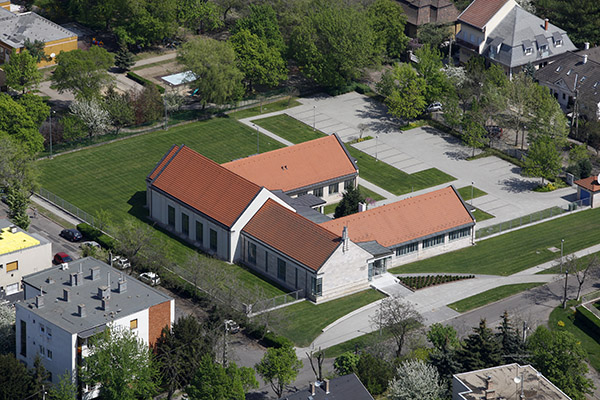
Az Utolsó Napok Szentjeinek Jézus Krisztus Egyháza, Tihany tér
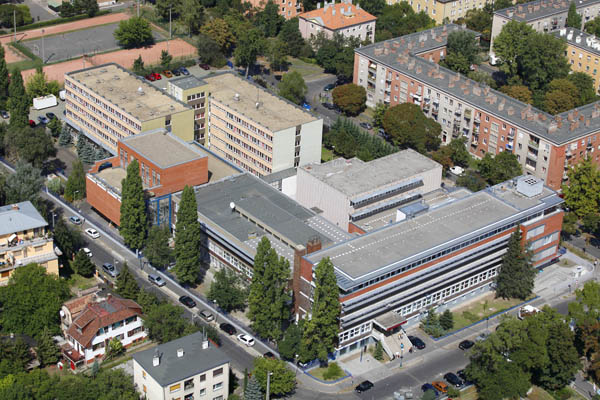
Budapesti Gazdasági Egyetem - PSZK
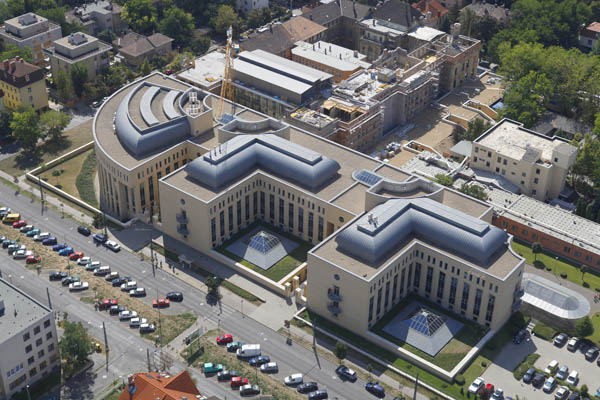
Uzsoki kórház, Róna utca
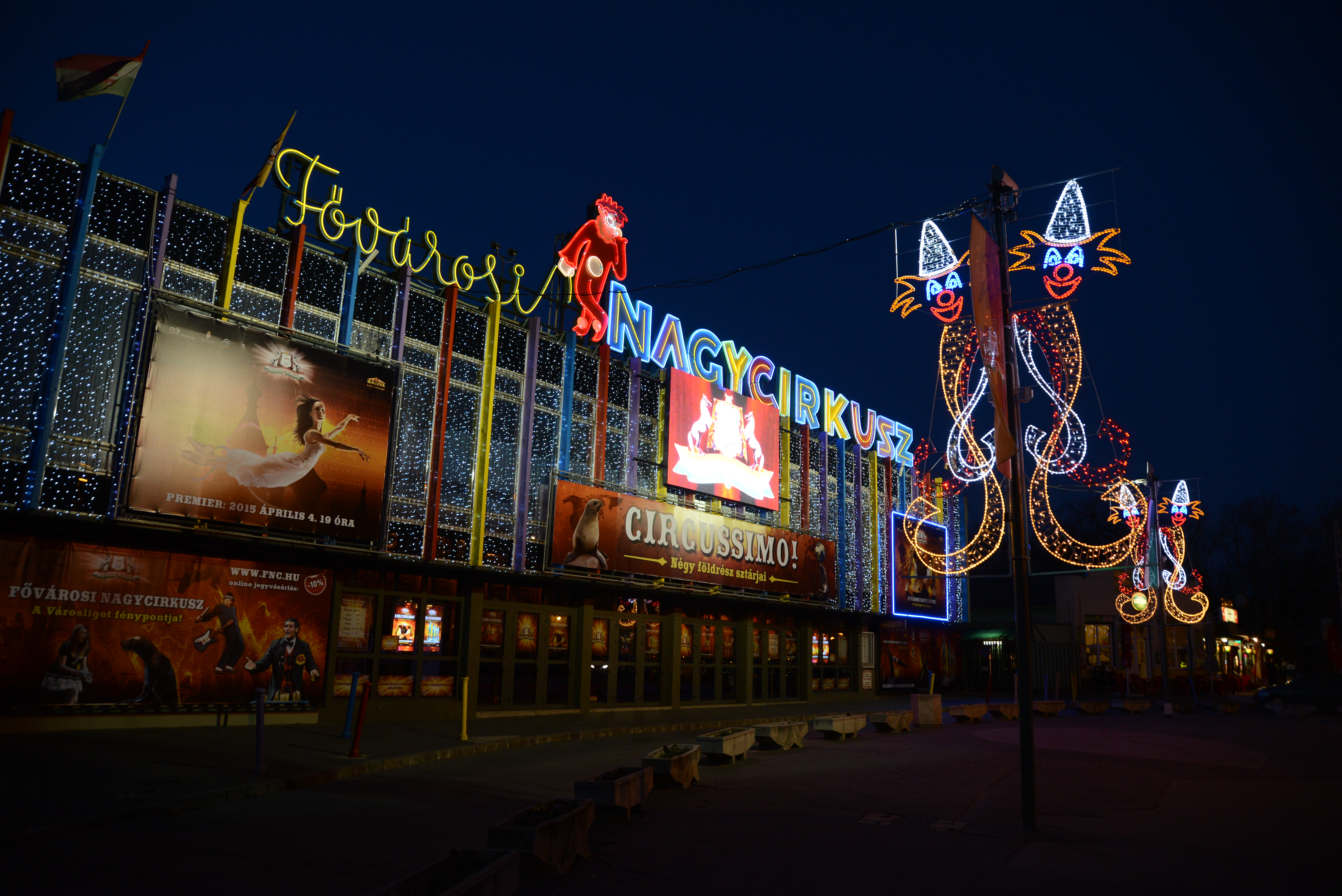
Het circus
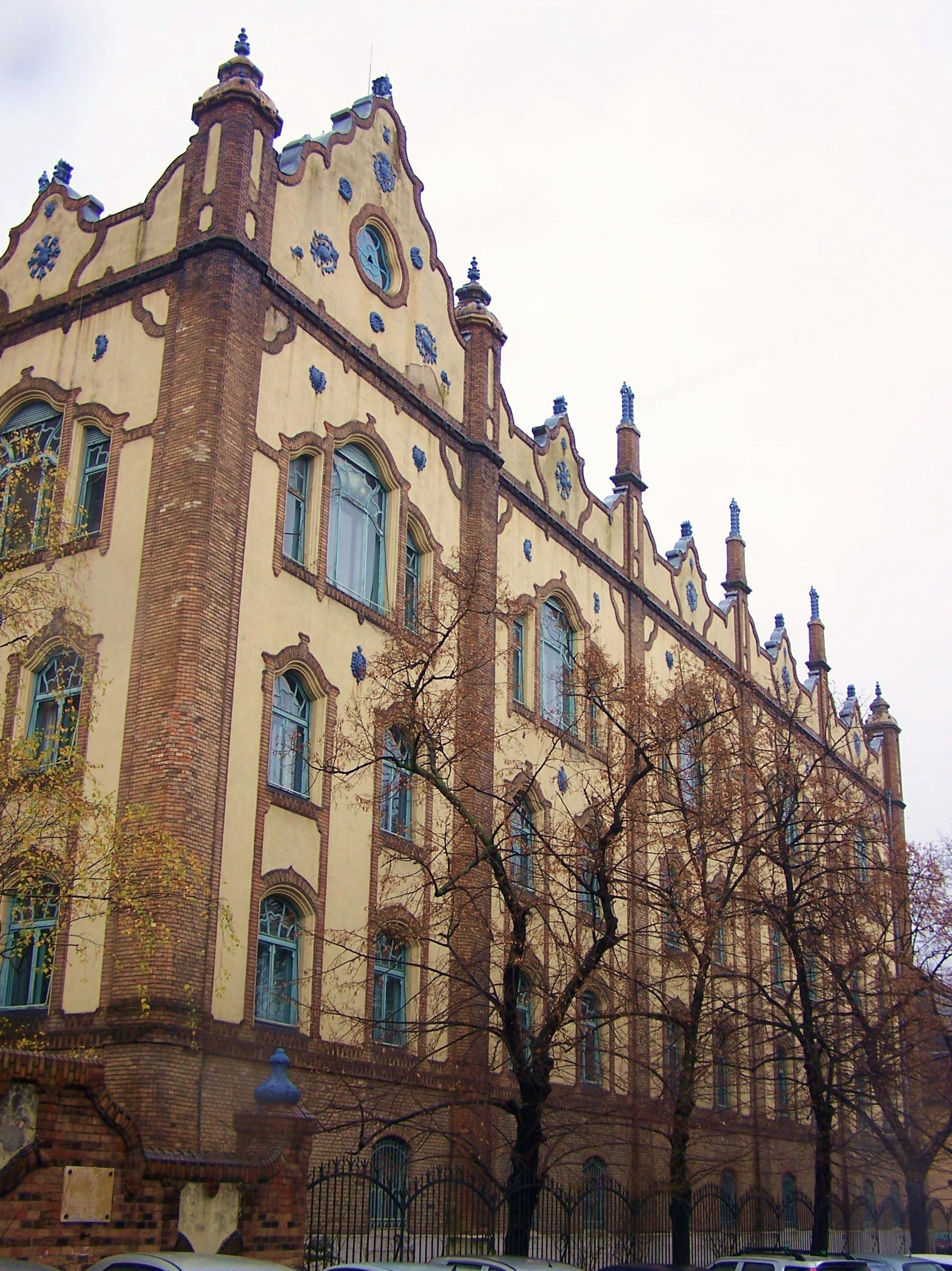
MÁFI
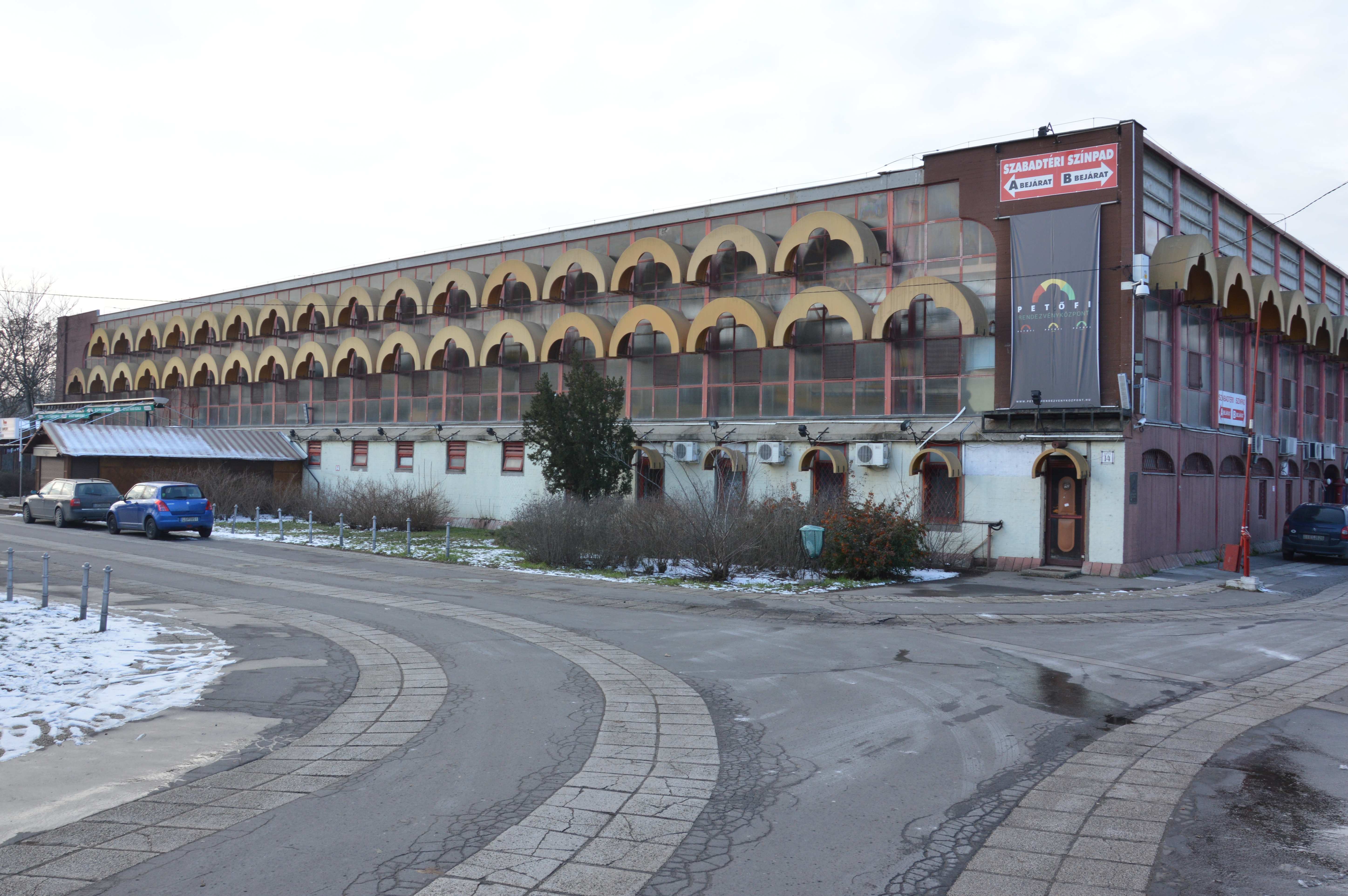
Petőfi Csarnok
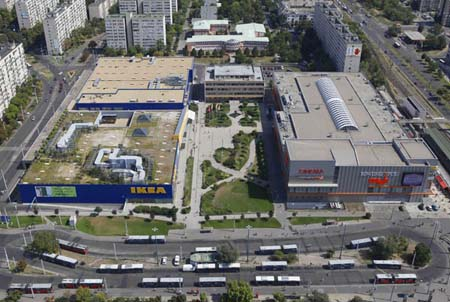
Örs vezér ter
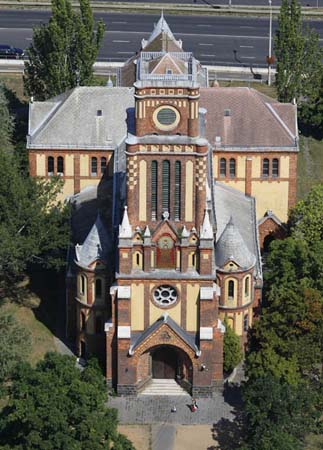
A Kassai téri templom
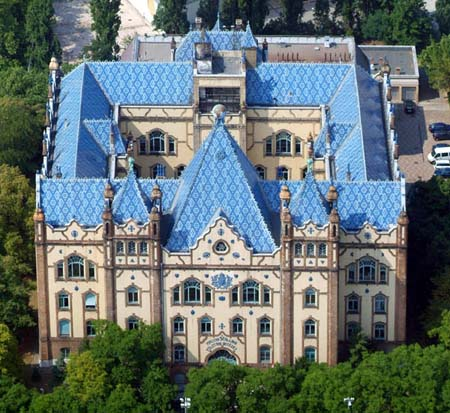
A Földtani Intézet
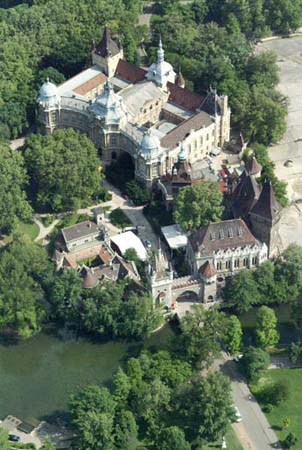
Vajdahunyadburcht
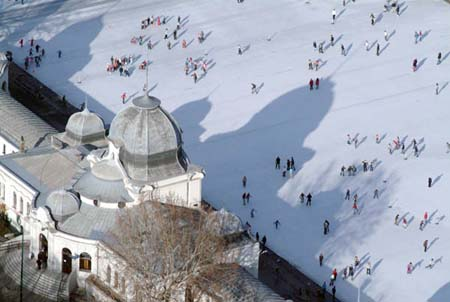
A Műjégpálya

## Sport
- László Papp Budapest Sports Arena

## Partnerschappen
- Racoș / Alsórákos, Roemenië, Erdély
- Racibórz, Polen
- Steglitz-Zehlendorf district van Berlijn, Duitsland
- Veliko Tarnovo, Bulgarije
- Čolponata, Kirgizië
- Ciceu / Csíkcsicsó, Roemenië, Erdély

I · II · III · IV · V · VI · VII · VIII · IX · X · XI · XII · XIII · XIV · XV · XVI · XVII · XVIII · XIX · XX · XXI · XXII · XXIII